# Cirsium palustre
Il cardo di palude (nome scientifico Cirsium palustre (L.) Scop., 1772) è un'alta pianta erbacea angiosperma dicotiledone a ciclo biennale, molto spinosa, appartenente alla famiglia delle Asteraceae.

## Etimologia
Il nome del genere (Cirsium) deriva dalla parola greca kirsos = varice; da questa radice deriva poi la denominazione Kirsion, un vocabolo che sembra servisse ad identificare una pianta usata per curare questo tipo di malattia. Da kirsion in tempi moderni il botanico francese Tournefort (1656 - 708) derivò il nome Cirsium dell'attuale genere.

Il nome italiano “Cardo” è abbastanza generico in quanto nel linguaggio comune si riferisce a diversi generi e specie di piante. Tra i generi che vengono chiamati direttamente “cardo”, oppure hanno una o più specie che comunemente si chiamano con questo nome citiamo: Carduus, Carduncellus, Carlina, Centaurea, Cnicus, Cynara, Echinops, Galactites, Jurinea, Onopordum, Scolymus, Silybum, Tyrimnus, tutti della famiglia delle Asteraceae. Ma anche in altre famiglie abbiamo dei generi con delle specie che volgarmente vengono chiamate “cardi” : il genere Eryngium della famiglia delle Apiaceae o il genere Dipsacus della famiglia delle Dipsacaceae.

Il binomio scientifico della pianta di questa voce è stato proposto inizialmente da Carl von Linné (1707 – 1778) biologo e scrittore svedese, considerato il padre della moderna classificazione scientifica degli organismi viventi, perfezionato successivamente dal medico e naturalista italiano Giovanni Antonio Scopoli (Cavalese, 3 giugno 1723 – Pavia, 8 maggio 1788) nella pubblicazione ”Flora Carniolica 2” del 1772.

L'epiteto specifico (palustre = delle paludi) deriva da uno degli habitat tipici di questo fiore.

## Descrizione

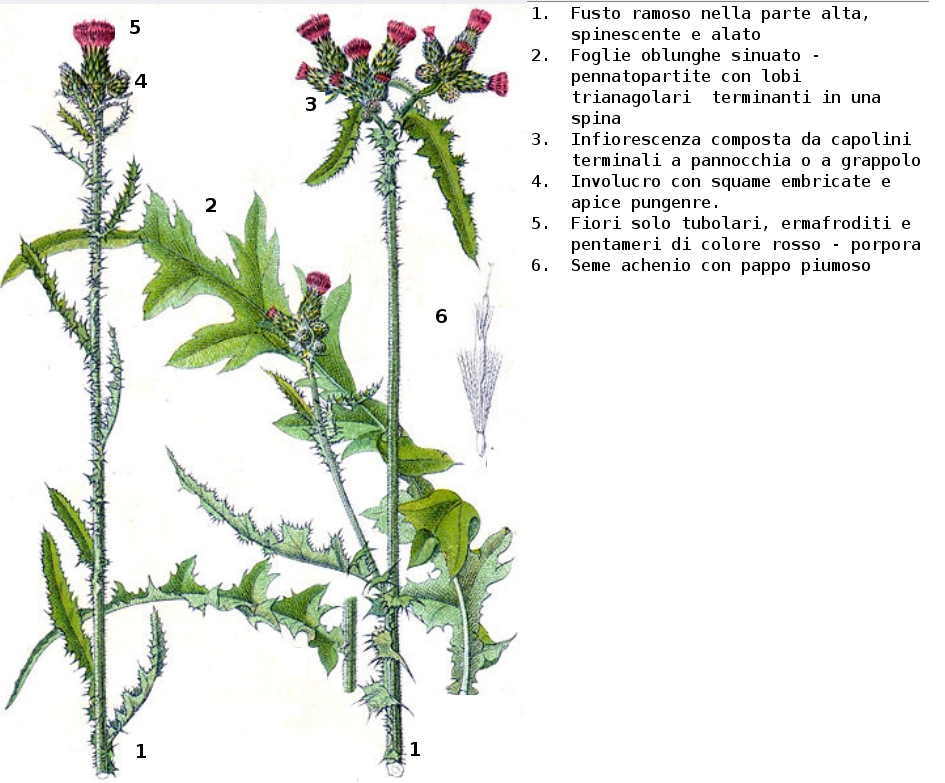
Descrizione delle parti della pianta

Le piante possono arrivare ad un'altezza di 1,5 – 2 metri (minimo 50 cm – in qualche caso sono stati rilevati individui alti fino a 3 metri). La forma biologica della specie è emicriptofita bienni ("H bienn"); ossia sono piante a ciclo riproduttivo biennale che si riproducono per mezzo di gemme poste al suolo. Nel corso del primo anno presentano solamente una rosetta fogliare mentre nel secondo anno fioriscono completamente ma una sola volta (specie monocarpica). L'indumento in generale è molto spinoso e peloso per peli di tipo tricomi articolati.

### Radici
Le radici consistono in ammassi di filamenti radicali fibrosi.

### Fusto

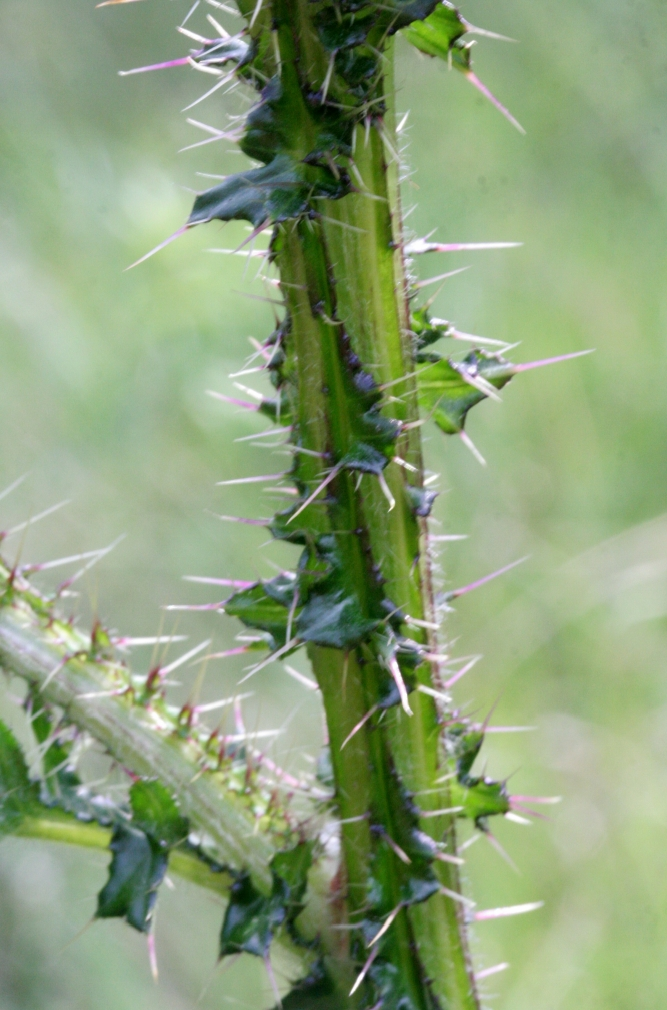
Fusto alato

Il fusto normalmente è eretto, singolo e ramoso solo nella parte alta ed è alato per quasi tutta la sua lunghezza (in quanto i margini delle foglie sono decorrenti e pungenti). Può presentarsi lievemente ricurvo all'apice a causa del peso dei fiori che normalmente si addensano in quella parte.

### Foglie

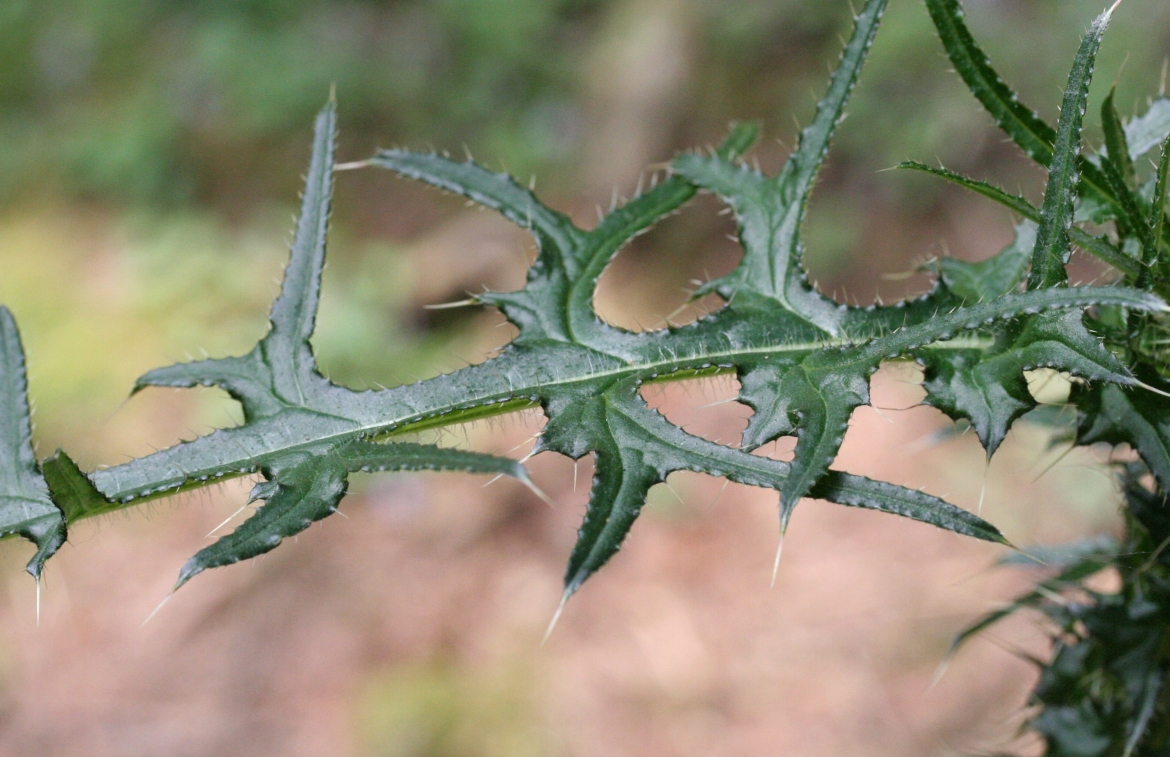
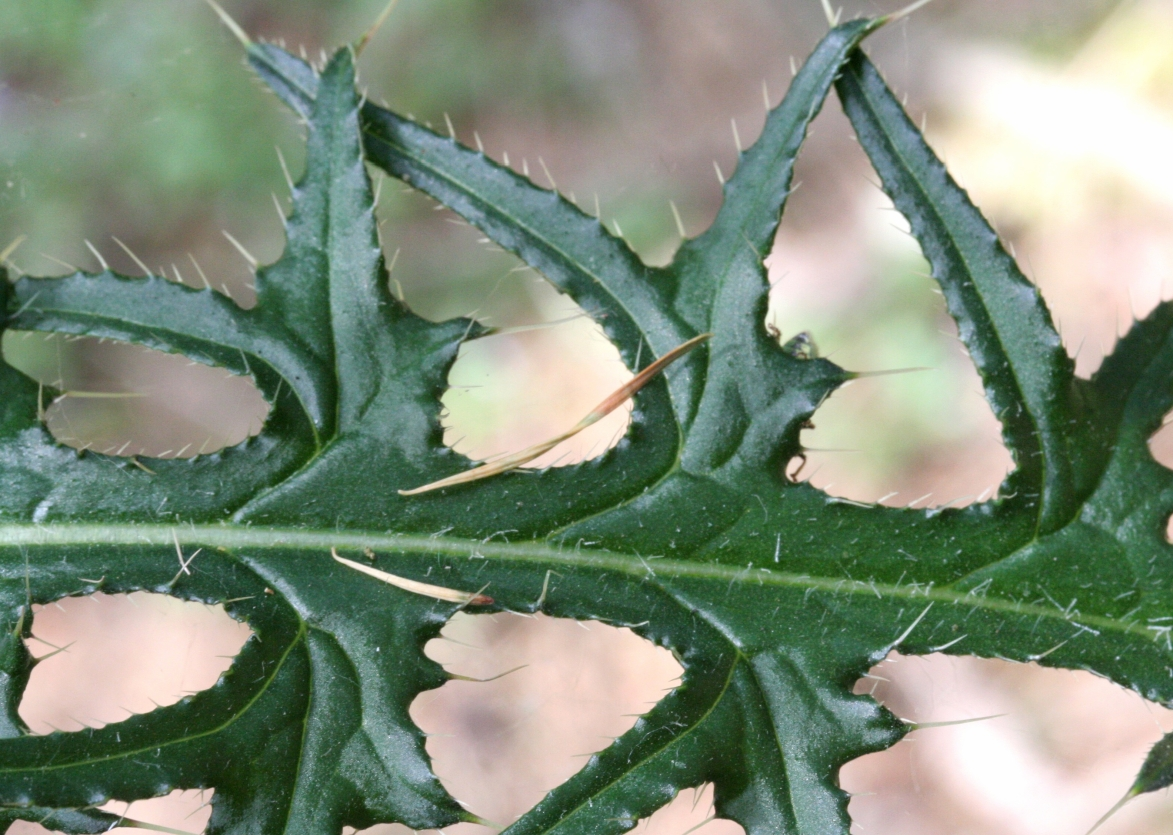

Le foglie sono oblunghe (o strettamente ellittiche o anche oblanceolate) e sinuato-pennatopartite (segmenti separati da grandi seni) con lobi triangolari terminanti in una spina. Il margine delle foglie è dentato – pungente; sono inoltre sessili con base ristretta. Sulla pagine superiore (adassiale) sono verdi e ispide (o anche glabre); su quella inferiore (abassiale) sono bianco – tomentose/ragnatelose (soprattutto i primi getti) con tricomi articolati. 
- Foglie inferiori: possono formare una rosetta basale con piccioli spinosi e alati.
- Foglie superiori: le foglie sono piuttosto rade (e più piccole) specialmente nella parte superiore del fusto che può considerarsi afillo. A volte sono inclinate verso il basso. Sono inoltre decorrenti.

Dimensioni delle foglie (quelle basali) : larghezza 2 – 4 cm; lunghezza da 12 a 20 cm (massimo 10 cm x 30 cm). Le spine possono essere lunghe fino a 4 – 6 mm. L'area centrale indivisa è larga 5 – 8 mm.

### Infiorescenza

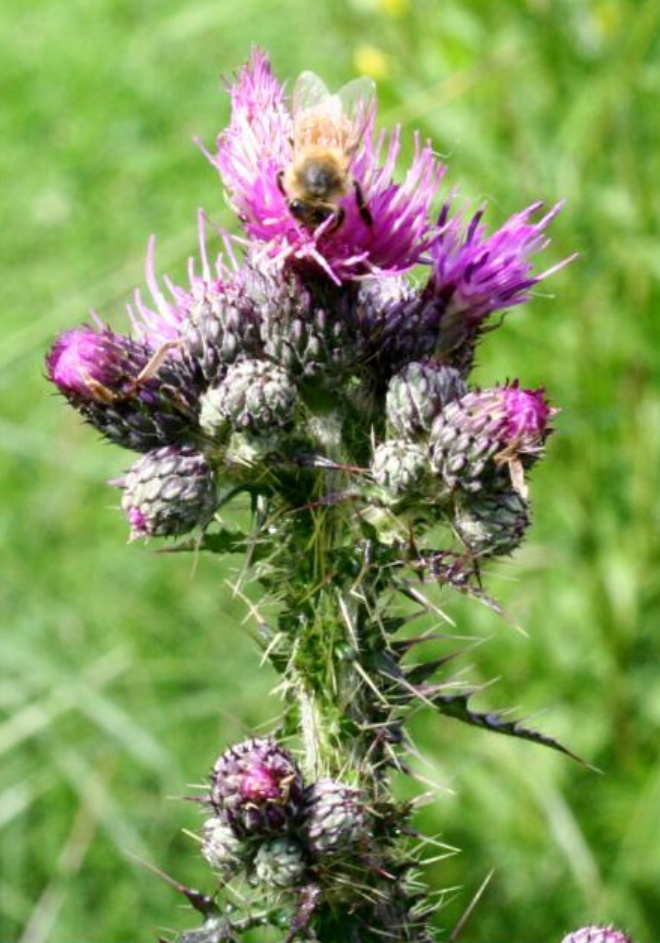
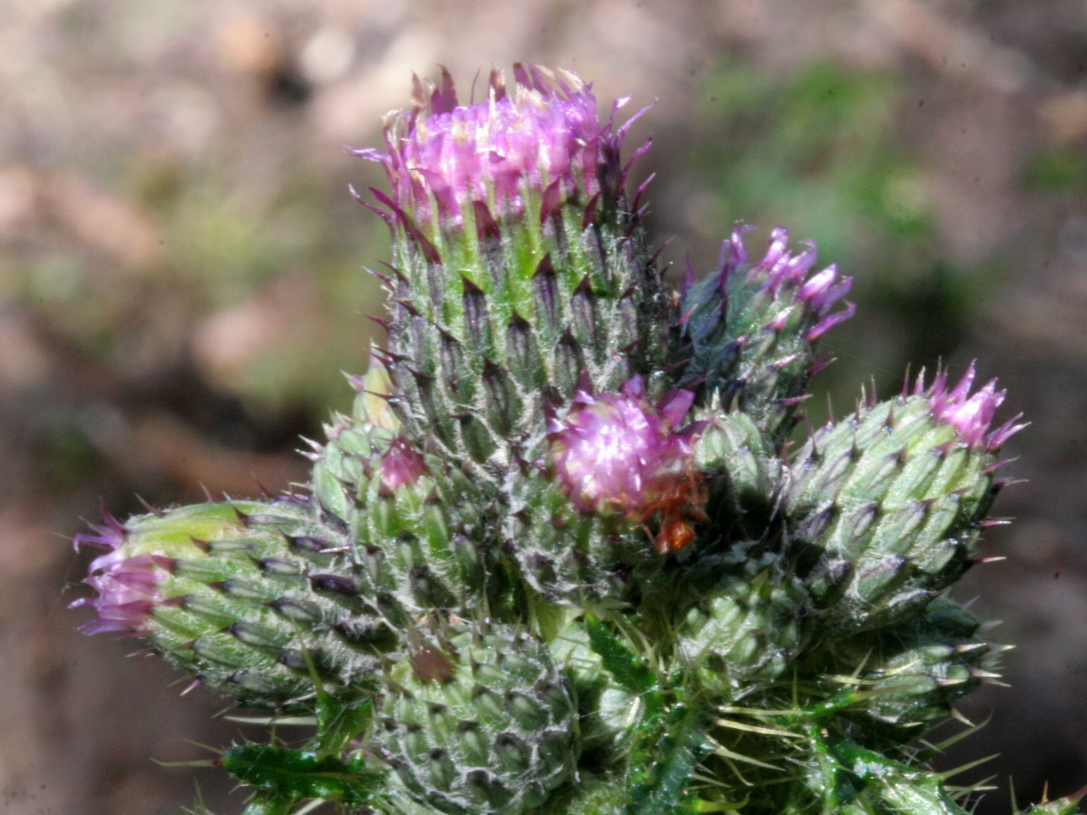
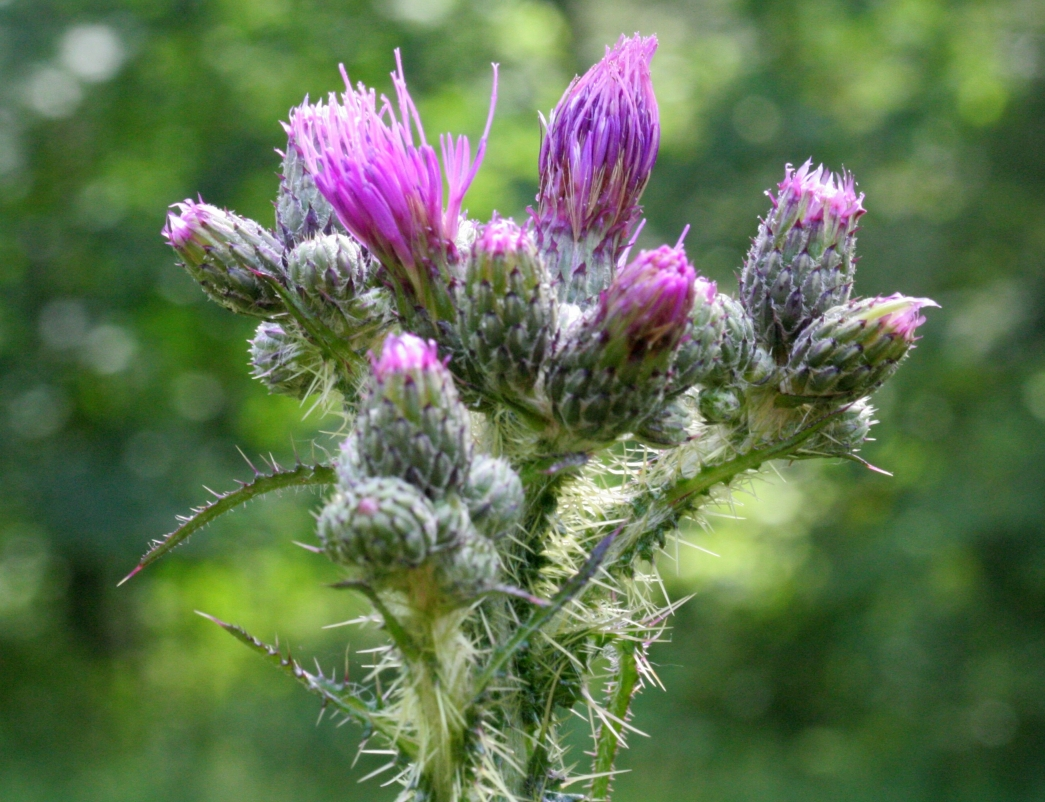
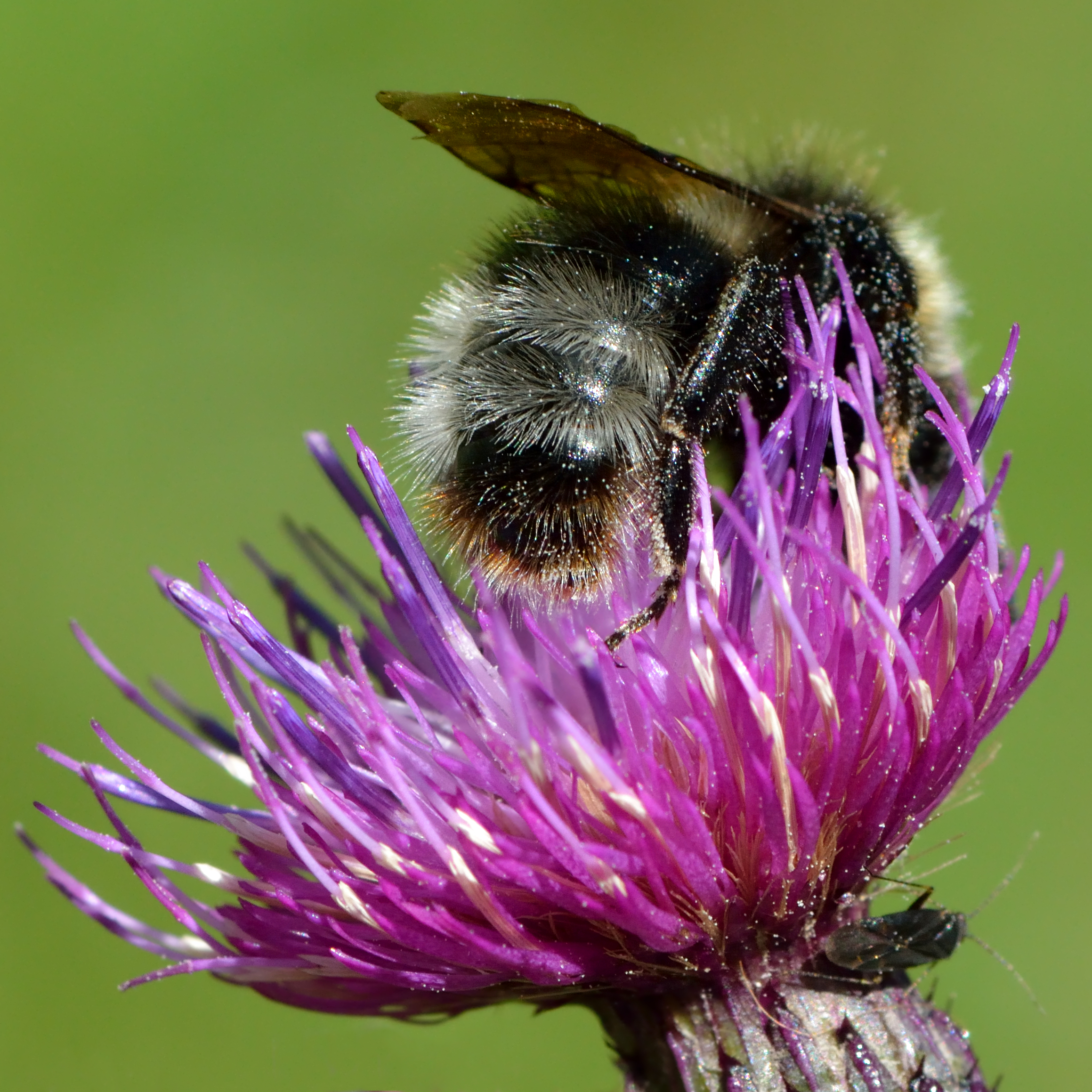

L'infiorescenza consiste in capolini da sessili a più o meno peduncolati (da 0 a 1 cm) a forma di pannocchia ombrelliforme (riuniti in densi grappoli di 2 - 8 capolini). Il capolino può essere lievemente tomentoso. Lunghezza del peduncolo da 0 a 1 cm. Dimensione dei capolini: larghezza 8 mm; lunghezza 15 mm. I fiori sono racchiusi in un involucro a forma di bicchiere (o a forma campanulata) lungo 1  - 1,5 cm; diametro 0.7 – 1,1 cm e circondato da brattee o squame percorse da sottili ragnatele tomentose con tricomi non ramificati. Le squame dell'involucro sono embricate (in 5 – 7 serie) e chiazzate di brunastro, mentre hanno l'apice pungente di colore nerastro; la forma è di tipo da lanceolato-lineare (quelle interne) a ovata (quelle esterne). Dimensioni delle squame inferiori 1,2 per 4 mm; quelle superiori 1 per 10 – 12 mm. All'interno dell'involucro un ricettacolo fa da base ai fiori.

### Fiori
I fiori sono ermafroditi e tutti di forma tubulosa (il tipo ligulato, come nella maggioranza delle Asteraceae,  è assente). Sono inoltre tetraciclici (calice – corolla – androceo – gineceo) e pentameri (ogni verticillo ha 5 elementi).
- Formula fiorale :

- /x K {\displaystyle \infty }, [C (5), A (5)], G 2 (infero), achenio

- Calice: i sepali del calice sono ridotti al minimo (una coroncina di scaglie)..
- Corolla: la corolla è rosso – porporina (raramente bianca); ha la forma tubolare con 5 stretti lobi. Lunghezza della corolla 13 – 18 mm (lunghezza del tubo 6 – 8 mm; lunghezza della gola 4 – 5 mm; lunghezza dei lobi 3 – 5 mm)
- Androceo: gli stami sono 5 ed hanno dei filamenti liberi, papillosi e pubescenti, che possiedono la particolarità di compiere dei movimenti per liberare il polline. Le antere sono caudate alla base (hanno una coda corta).
- Gineceo: l'ovario è infero; gli stigmi sono glabri (hanno un ciuffo di peli solo all'apice dello stilo che sporge rispetto alla corolla). La superficie stigmatica è posta all'interno degli stigmi.[16]
- Fioritura: da (giugno) luglio a settembre, mentre i semi maturano da agosto a ottobre.

### Frutti
Il frutto è un achenio cilindrico con pappo piumoso formato da molte file di peli barbosi riuniti alla base.  Il pappo ha la funzione di aiutare la dispersione del seme portato quindi dal vento. Essendo la pianta anche abbastanza alta il successo con questo tipo di dispersione è molto rilevante. Dimensione del pappo 10 – 13 mm. Dimensione dell'achenio: 2,5 – 3,5 mm.

## Biologia
- Impollinazione: l'impollinazione avviene tramite insetti (impollinazione entomogama) o eventualmente ad opera del vento (impollinazione anemogama). Gli insetti sono farfalle diurne e notturne (lepidotteri, falene e coleotteri) e api.
- Riproduzione: la fecondazione avviene fondamentalmente tramite l'impollinazione dei fiori (vedi sopra).
- Dispersione: i semi cadendo a terra (dopo essere stati trasportati per alcuni metri dal vento per merito del pappo – disseminazione anemocora) sono successivamente dispersi soprattutto da insetti tipo formiche (disseminazione mirmecoria).

## Distribuzione e habitat

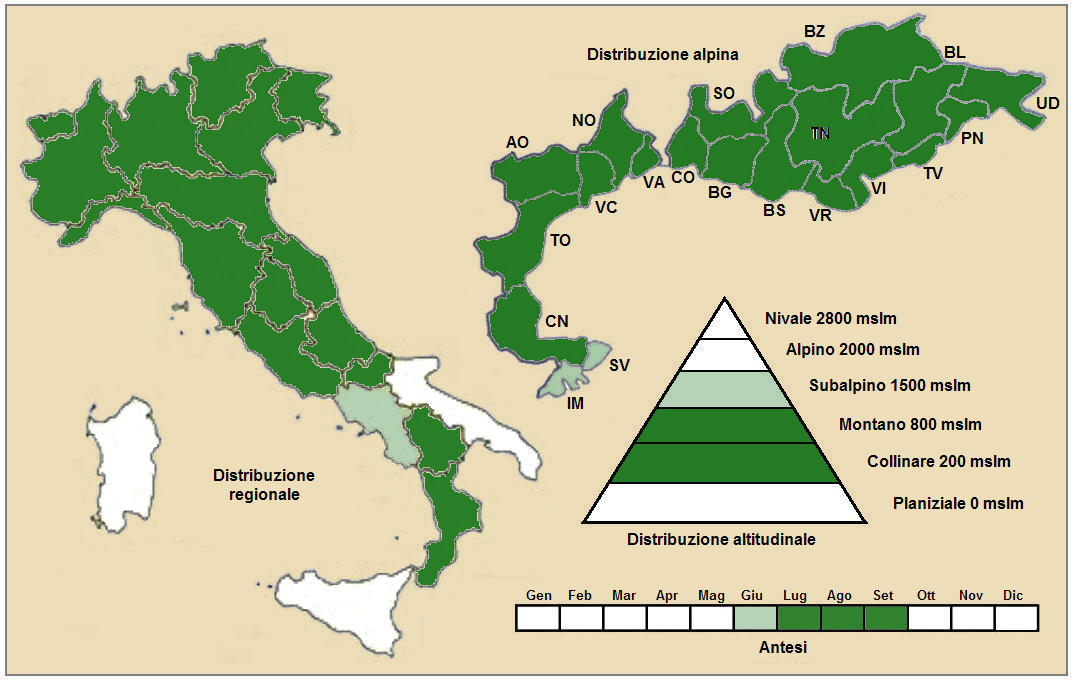
Distribuzione della pianta
(Distribuzione regionale – Distribuzione alpina)

- Geoelemento: il tipo corologico è “Paleotemperato”, ma anche “Euroasiatico”.
- Distribuzione: questa specie è distribuita in tutta Europa (sia nelle Alpi che sugli altri rilievi europei), Asia Settentrionale, Africa Settentrionale e ultimamente anche in America. In Italia è una pianta comune, ma in modo discontinuo, sulle Alpi e Appennino settentrionale.
- Habitat: in Italia si trova su prati umidi, acquitrini e torbiere e comunque nei luoghi a mezza ombra e generalmente vicini a sorgenti d'acqua; si trova anche ai margini dei boschi o radure boschive. Questa specie è indifferente al pH del suolo, infatti il substrato preferito è sia calcareo che siliceo con pH neutro, medi valori nutrizionali del terreno che deve essere umido.[18]
- Distribuzione altitudinale: si trova dai 600 ai 1.900 m s.l.m.; da un punto di vista altitudinale questa specie frequenta il piano vegetazionale collinare e quello montano e in parte quello subalpino.

### Fitosociologia

#### Areale alpino
Dal punto di vista fitosociologico alpino Cirsium palustre appartiene alla seguente comunità vegetale:
Formazione: delle comunità delle macro- e megaforbie terrestri
Classe: Molinio- Arrhenatheretea
Ordine: Molinietalia caeruleae

#### Areale italiano
Per l'areale completo italiano Cirsium palustre appartiene alla seguente comunità vegetale:
Macrotipologia: vegetazione delle praterie
Classe: Molinio-arrhenatheretea Tüxen, 1937
Ordine: Molinietalia caeruleae Koch, 1926
Alleanza: Molinion caeruleae Koch, 1926
Descrizione. L'alleanza Molinion caeruleae è relativa ai prati umidi non concimati frequentati soprattutto dalla specie Molinia caerulea. Questa cenosi si sviluppa in prevalenza su suoli da subacidi a neutro-alcalini, talora torbosi e soggetti a parziale inaridimento estivo. Distribuzione dell'alleanza: dall'Italia settentrionale fino in Calabria. L’alleanza è ampiamente distribuita nell’Europea temperata. Queste comunità sono delle praterie seminaturali che, in assenza di sfalcio, evolvono, in tempi anche brevi, in comunità legnose dominate dalle specie di betulle e faggete.
Specie presenti nell'associazione: Cirsium palustre, Molinia caerulea, Serratula tinctoria, Equisetum palustre, Potentilla erecta, Succisa pratensis, Valeriana dioica, Sanguisorba officinalis, Genista tinctoria, Valeriana officinalis, Carex pallescens, Carex panicea, Carex davalliana, Schoenus nigricans, Lathyrus pratensis, Festuca pratensis, Festuca nigrescens, Parnassia palustris, Briza media, Holcus lanatus, Juncus articulatus, Selinum carvifolia, Potentilla erecta, Stachys officinalis, Trifolium pratense, Trifolium dubium, Trifolium patens, Centaurea nigrescens, Ranunculus acris e Rumex acetosa.
Altre alleanze per questa specie sono:
- Alopecurion pratensis
- Bromo ramosi-Eupatorion cannabini
- Calthion palustris

## Tassonomia
La famiglia di appartenenza di questa voce (Asteraceae o Compositae, nomen conservandum) probabilmente originaria del Sud America, è la più numerosa del mondo vegetale, comprende oltre 23.000 specie distribuite su 1.535 generi, oppure 22.750 specie e 1.530 generi secondo altre fonti (una delle checklist più aggiornata elenca fino a 1.679 generi). La famiglia attualmente (2021) è divisa in 16 sottofamiglie.
Cardueae è una delle 4 tribù della sottofamiglia Carduoideae. La tribù Cardueae a sua volta è suddivisa in 12 sottotribù (la sottotribù Carduinae è una di queste). Il genere Cirsium elenca 435 specie con una distribuzione cosmopolita, 35 delle quali sono presenti spontaneamente sul territorio italiano.

### Filogenesi
Il genere di questa voce è inserito nel gruppo tassonomico della sottotribù Carduinae. In precedenza provvisoriamente era inserito nel gruppo tassonomico informale "Carduus-Cirsium Group". La posizione filogenetica di questo gruppo nell'ambito della sottotribù è abbastanza vicina al "core" della sottotribù (con il genere Carduus forma un "gruppo fratello") e dalle analisi molecolari è stato calcolato in 7,2 milioni di anni fa la separazione di questo genere dal resto del gruppo (è stato l'ultimo a separarsi).

Il genere Cirsium spesso viene botanicamente “confuso” con altri generi come quello del Carduus o Cnicus (e di altri ancora). Le specie del primo genere ad esempio sono molto simili a quelle del Cirsium, anche se una certa distinzione è possibile servendosi dell'aspetto del pappo (in Cirsium è formato da setole piumose; mentre in Carduus è composto da pagliette denticolate scabre).

Il genere Cirsium appartiene alla tribù delle Cardueae (da alcuni autori indicata come Cynareae), tribù che il Sistema Cronquist assegna alla sottofamiglia Cichorioideae e che invece la classificazione APG colloca nella sottofamiglia Carduoideae..

Il numero cromosomico di Cirsium palustre è 2n=34.

Il basionimo per questa specie è: Carduus palustris L, 1753.
I caratteri distintivi di questa specie nell'ambito del genere sono:
- il colore della corolla è purpureo;
- la superficie superiore delle foglie è priva di spine;
- il fusto è sviluppato normalmente;
- le foglie sono più o meno decorrenti;

Questi caratteri sono condivisi con le seguenti specie (sono indicati anche alcuni caratteri distintivi per ogni specie):
- Cirsium monspessulanum  (L.) Hill.  - Cardo di Montpellier: il fusto è eretto, semplice e nudo nella parte alta; le foglie sono glabre e coriacee con margine cartilagineo e giallastro con spine intervallate; l'infiorescenza è corimbosa con involucri a forma di bicchiere.
- Cirsium pannonicum  (L. fil.) Link.  - Cardo serretta: possiede una evidente rosetta basale, mentre le foglie cauline cono molto ridotte o nulle; i capolini sono isolati su un nudo peduncolo; la corolla ha un caratteristico colore rosso – vinoso.
- Cirsium creticum  (Lam.) d'Urv. - Cardo cretese: le squame dell'involucro all'apice sono striate di rosso – purpureo e possiedono una robusta e lunga spina (fino a 1/3 della squama stessa); in genere è ramosa con fusto bianco – tomentoso.
- Cirsium canum  (L.) All.  - Cardo biancheggiante: le foglie basali hanno la lamina oblanceolato – spatolata; le foglie cauline sono ridotte e di forma lineare, sono inoltre amplessicauli; i capolini hanno un lungo peduncolo e l'involucro è emisferico.

#### Altre specie simili
- Cirsium heterophyllus (L.) Hill - Cirsio falso elenio: è un po' meno alto con capolini più grandi e piriformi, le foglie non sono decorrenti e le spine sono nulle o deboli.
- Cirsium arvense (L.) Scop.  - Cirsio dei campi: il portamento è più ramoso con molto capolini più piccoli. La corolla è violaceo-pallida e il lembo (parte del fiore tubuloso corrispondente grossomodo alle fauci più le 5 lacinie terminali) è più lungo del tubo basale.
- Cirsium acaule (L.) Scop. - Cardo nano: la differenza più notevole è nell'altezza del fusto (che è molto breve o a volte mancante); per il resto questa pianta è abbastanza simile alla specie di questa voce.

### Variabilità
Sandro Pignatti nella sua ”Flora d'Italia” (1982) segnala una varietà presente in Italia: Cirsium palustre var. horridum Pospichal (le spine sono più robuste, fino a 13 mm di lunghezza; oppure i fiori hanno le corolle più o meno decolorate). Varietà che però non è più stata confermata in seguito o inserita nelle più recenti checklist della flora spontanea italiana; e attualmente viene considerato un sinonimo. In alcune checklist nell'ambito della tassonomia di questa voce viene inclusa anche la specie Cirsium bourgaeanum Willk. 

### Ibridi
Nell'elenco seguente sono indicati alcuni ibridi intraspecifici:
- Cirsium x celakovskianum Knaf (1812) – Ibrido con Cirsium arvense
- Cirsium x dominii M. Schulze (1903)  – Ibrido con Cirsium eriophorum
- Cirsium x forsteri  (Sm.) Loudon (1832)  – Ibrido con Cirsium dissectum
- Cirsium x hybridum Koch ex DC. in Lam. & DC. (1815)  – Ibrido con Cirsium oleraceum
- Cirsium x jouffroyi Neyra & E.G. Camus (1893)  – Ibrido con Cirsium monspessulanum
- Cirsium x kirschlegeri Schultz-Bip. (1843)  – Ibrido con Cirsium acaule
- Cirsium x ochroleucum All. (1785)  – Ibrido con Cirsium erisithales
- Cirsium x semidecurrens H.E. F. Richter in Klett & H.E.F. Richter (1830)  – Ibrido con Cirsium tuberosum
- Cirsium x silesiacum C.H. Schultz (1844)  – Ibrido con  Cirsium canum
- Cirsium x spinifolium G. Beck (1881)  – Ibrido con Cirsium spinosissimum
- Cirsium x subalpinum Gaudin (1829)  – Ibrido con Cirsium rivulare
- Cirsium x subspinuligerum Peterm. (1849)  – Ibrido con Cirsium vulgare
- Cirsium x wankelii Reichardt (1861)  – Ibrido con Cirsium heterophyllum

### Sinonimi
La specie “Cardo di palude”, in altri testi, può essere chiamata con nomi diversi. L'elenco seguente indica alcuni tra i sinonimi più frequenti:
- Carduus chailletii (Gaudin) Godron (1843)
- Carduus laciniatus Lam. (1785)
- Carduus palustris L. (1753)
- Cirsium chailletii Gaudin (1829)
- Cirsium curiosum Gandoger (1875)
- Cirsium forsteri Loudon
- Cirsium horridum (Posp.) Trotter
- Cirsium kochianum
- Cirsium laciniatum Nyman
- Cirsium lacteum Schleich. ex W.Koch
- Cirsium palatinum Sch.Bip. ex Nyman
- Cirsium palustre subsp. palustre
- Cirsium palustre subsp. trasmontanum
- Cirsium palustre fo. horridum Posp.
- Cirsium palustre fo. palustre
- Cirsium parviflorum  Lange ex Nyman
- Cirsium pseudo-palustre Schur
- Cirsium semidecurrens Richt.
- Cnicus forsteri Sm.
- Cnicus lacteus Schleicher (1821)
- Cnicus palustris  (L.) Willd. (1787)
- Cynara palustris Stokes

## Usi

### Cucina
Le foglie e i fiori hanno un certo interesse alimentare: specialmente i giovani germogli cotti. Ma anche i gambi (opportunamente pelati) si possono mangiare come gli asparagi.

### Industria
Dai semi della pianta si può ricavare dell'olio.

## Ecologia
È una pianta infestante (specialmente nei pascoli dell'America del Nord) dove a volte crea estese aree impenetrabili. Sembra che il potenziale di diffusione sia accresciuto notevolmente dalla particolari condizioni ambientali. In queste zone, per ridurre l'infestazione, si usano vari metodi sia meccanici che chimici (taglio selettivo in prossimità del suolo o taglio dei fiori prima della dispersione dei semi; oppure tramite opportuni erbicidi).

## Altre notizie
Il Cirsio di plaude in altre lingue viene chiamata nei seguenti modi:
- (DE)  Sumpf-Kratzdistel
- (FR)  Cirse des marais
- (EN)  Marsh Thistle

## Galleria d'immagini

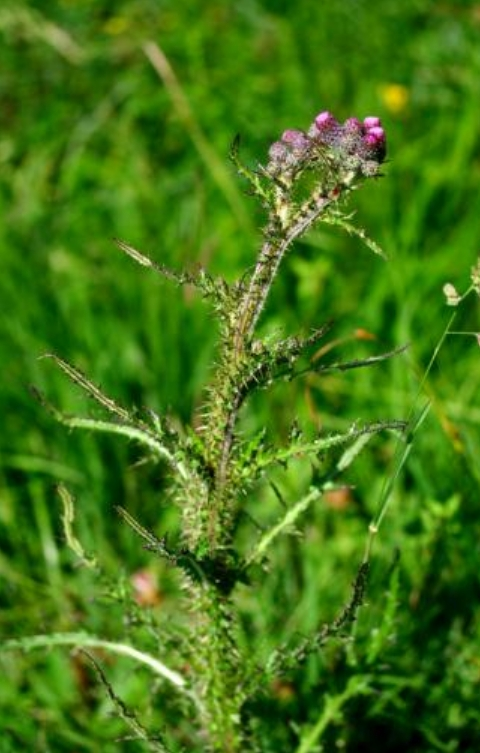
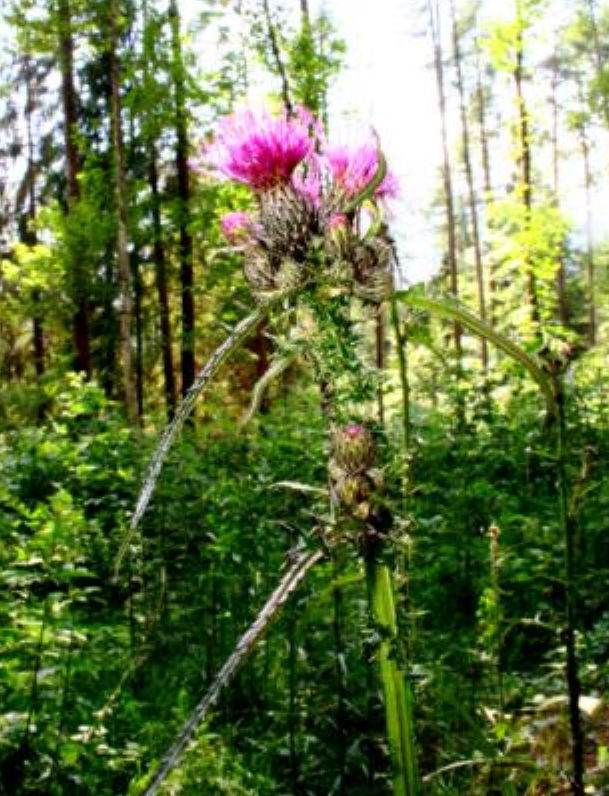
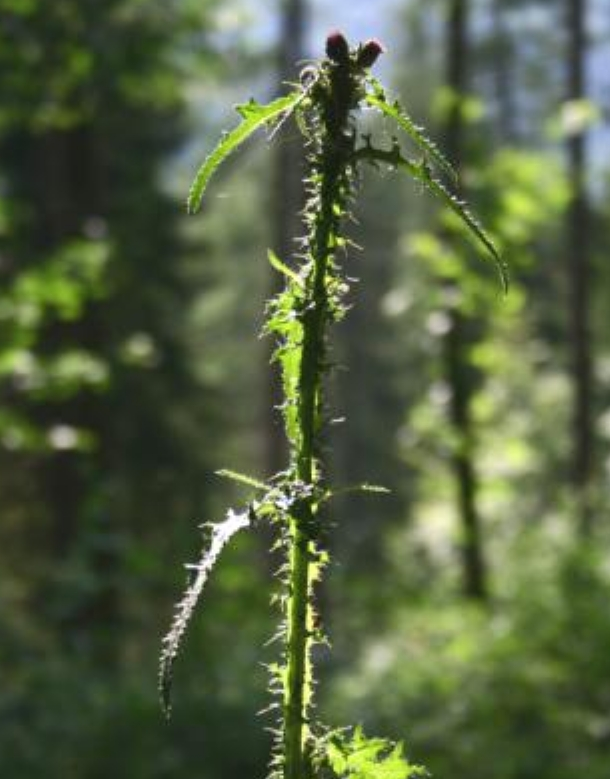
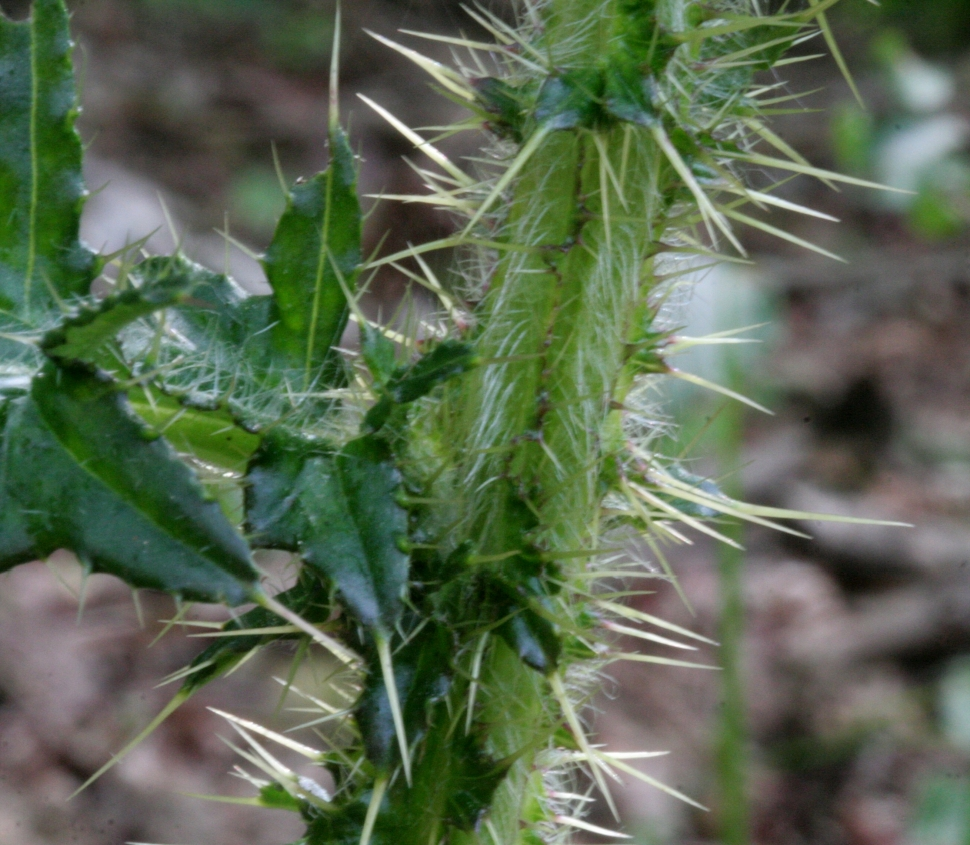
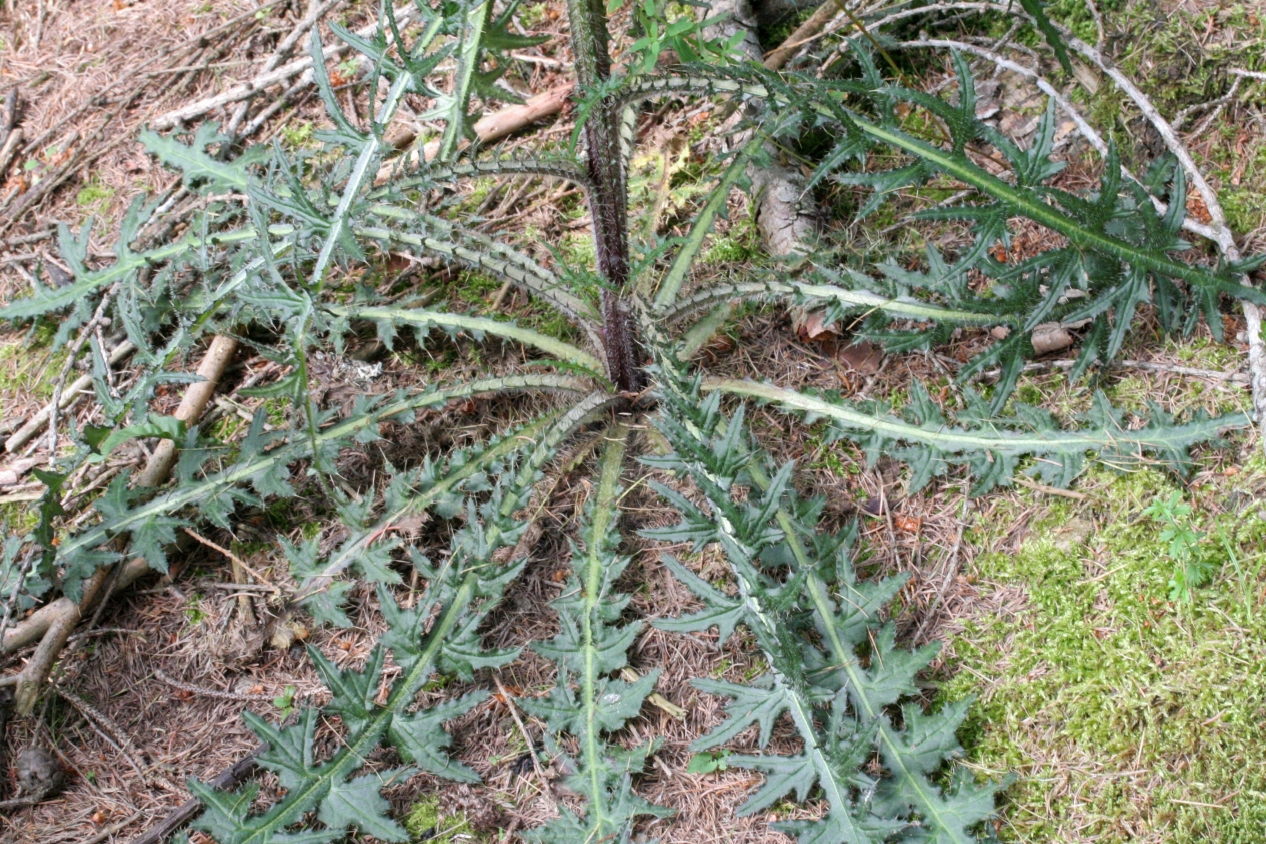
Rosetta basale
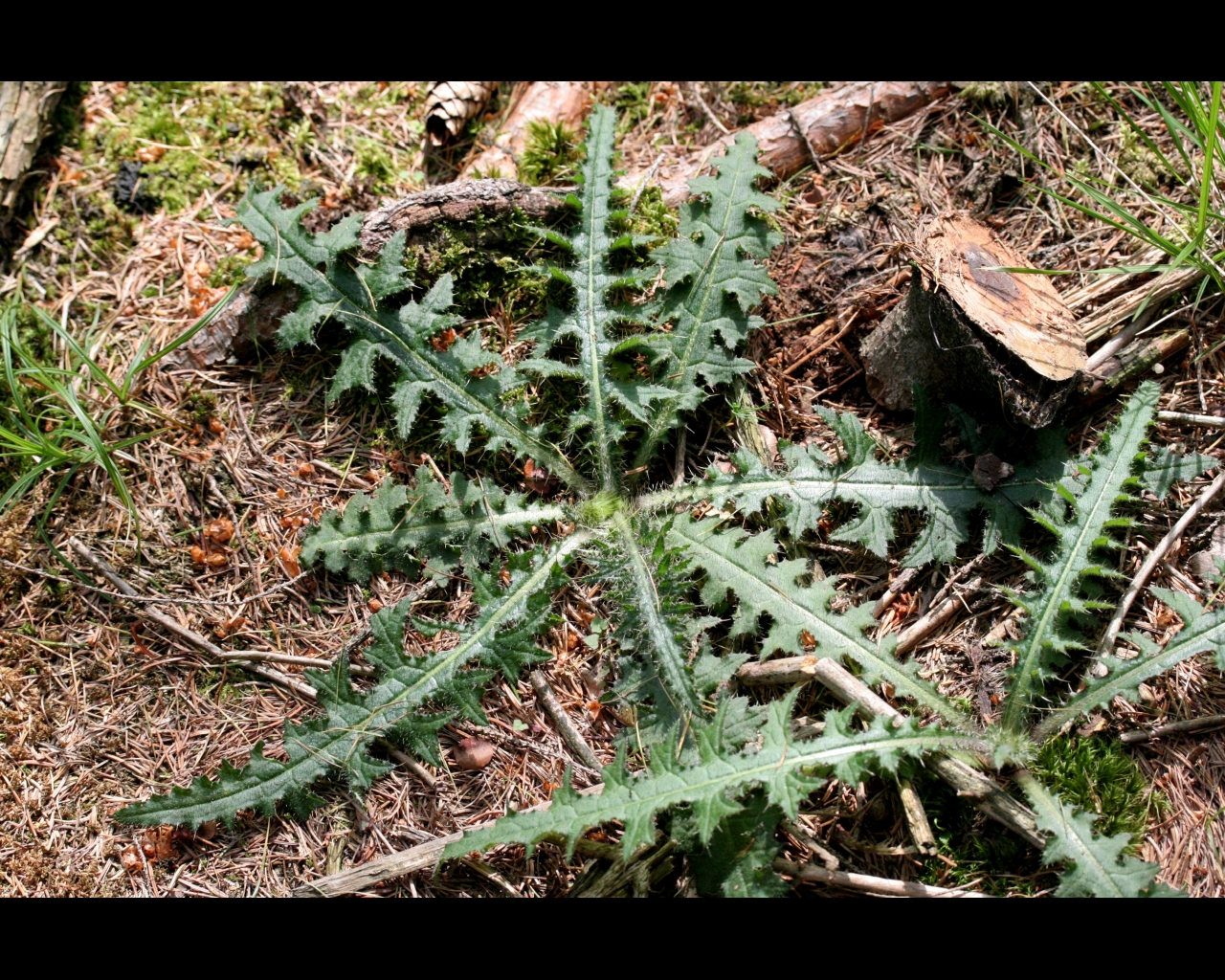
Rosetta del primo anno